# Hilde Heynen
Hilde (Hildegarde) Heynen (Deurne, 26 mei 1959) is professor architectuurgeschiedenis, architectuurtheorie en kritiek aan het departement ASRO (architectuur, stedenbouw en ruimtelijke ordening) van de KU Leuven. Ze is als hoogleraar verbonden aan de faculteit Ingenieurswetenschappen. Ze doet onderzoek naar modernisme, moderniteit en gender in architectuur. Ze is auteur van verschillende boeken en publiceert regelmatig in architectuurtijdschriften zoals Harvard Design Magazine, the Journal of Architecture en The Architectural Review waarvan ze lid is van de redactieraad. 

## Academische carrière
Hilde Heynen is burgerlijk ingenieur-architect (1981), ze behaalde haar titel M. Sc. Filosofie in 1982. In 1988 behaalde ze haar doctoraat aan de KU Leuven met een filosofisch-theoretische thesis over Adorno en zijn kritiek op de moderne architectuur. Ze was een J. Paul Getty Postdoctoral Fellow en ze werkt als gasthoogleraar aan het Massachusetts Institute of Technology, de Architectural Association School of Architecture in Londen, en de RMIT University in Melbourne. Haar werk werd ondersteund door beurzen van het Fonds voor Wetenschappelijk Onderzoek Vlaanderen, de Onderzoeksraad van de KU Leuven, het Stimuleringsfonds voor Architectuur en de Graham Foundation for Advanced Studies in the Fine Arts.
Ze is lid van verscheidene journal editorial boards, waaronder The Journal of Architecture. Ze is stichtend lid van Nethca (Network for Theory, History and Criticism of Architecture), lid en voorzitter van de Raad van de European Association of Architectural Education. Ze is sinds 2009 lid van de Koninklijke Vlaamse Academie van België voor Wetenschappen en Kunsten. Ze is bestuurslid van de European Association of Architectural Education (EAAE) en de Society of Architectural Historians (SAH).

## Onderzoek
In haar onderzoek richt ze zich op architectuurtheorie in de 20ste eeuw en vraagstukken omtrent architectuur en moderniteit in cultureel perspectief. In het boek ‘Architecture and Modernity: A Critique’ (MIT Press, 1999) onderzocht ze de relatie tussen architectuur, moderniteit en wonen. Meer recentelijk heeft ze zich bezig gehouden met de relatie tussen architectuur, gender en wonen.  In het boek ‘Negotiating Domesticity’ (co-edited met Gulsum Baydar, Routlegde, 2005) wordt de complexe relatie tussen architectuur, gender en huiselijkheid zichtbaar gemaakt.

## Beurzen
- Het Fonds voor Wetenschappelijk Onderzoek Vlaanderen (FWO)
- De onderzoeksraad van de Katholieke Universiteit Leuven
- Het stimuleringsfonds Architectuur[8]